# باشگاه فوتبال نفط البصره
باشگاه فوتبال نفط البصره (به عربی: نادي نفط الجنوب) یک باشگاه فوتبال عراقی در شهر بصره می‌باشد.

## رقیب‌ها
نفط البصره تیم رقیب باشگاه فوتبال المینا می‌باشد.